# Unia (koalicja wyborcza)
Unia, (wł. L’Unione), włoska koalicja partii o poglądach centrolewicowych, pod przewodnictwem Romano Prodiego, byłego włoskiego premiera oraz byłego przewodniczącego Komisji Europejskiej.
W wyborach parlamentarnych w 2006 roku, Unia zdobyła 49,81%, uzyskując większość 348 miejsc w Izbie Deputowanych.

## PartieUnii
Unia jest spadkobierczynią koalicji Drzewo Oliwne, które reprezentowało partie centrolewicowe w wyborach parlamentarnych w 1996 i 2001 roku. W jej skład wchodzą jednak również partie radykalne, które nie wchodziły w skład Drzewa Oliwnego. 
Partie, które obecnie tworzą koalicję:
- Partia Demokratyczna (Partito Democratico)
- Partia Odbudowy Komunistycznej (Partito della Rifondazione Comunista)
- Partia Komunistów Włoskich (Partito dei Comunisti Italiani)
- Federacja Zielonych (Federazione dei Verdi)
- Włoscy Socjaldemokraci (Socialisti Democratici Italiani)
- Włoscy Radykałowie (Radicali Italiani)
- Włochy Wartości (Italia dei Valori)
- Socjaliści (I Socialisti)
- Partia Emerytów (Partito dei Pensionati)